# Zastava M56
М56 — югославский пистолет-пулемёт.

## Описание
Пистолет-пулемёт M56 является упрощённым аналогом известного MP-40, адаптированного под советский патрон 7,62×25 мм ТТ.
Пистолет-пулемёт M56 работает за счёт автоматики, основанной на работе свободного затвора, огонь ведётся с открытого положения затвора. Стреляет автоматическим или одиночным огнём. Возвратная пружина имеет большой диаметр (27 мм) и в отличие от MP-40 размещена непосредственно в ствольной коробке, без телескопического кожуха. Ствольная коробка построена из металла и такого же диаметра как и MP-40 (36 мм внутренний диаметр). Внутри около пускового механизма используется дерево, а снаружи пластмасса. Коробка значительно длиннее, чем на MP-40, но общий вес меньше. Рукоятка затвора одновременно выполняет роль предохранителя. Для запирания затвора в переднем или заднем положении рукоятку затвора следует выдвинуть в сторону оси оружия. Складной приклад изготовлен из металла, аналогичен MP-40. Отличительная особенность М56 — наличие на стволе разъёма для крепления штык-ножа.

## Страны-эксплуатанты
- Югославия - в 1956 году принят на вооружение Югославской Народной армии под наименованием Automat 7,62 mm M56, позднее они были переданы в войска территориальной обороны